# Martin Schirdewan
Martin Schirdewan (født 12. juli 1975) er en tysk journalist og politiker. Han er medlem af Europa-Parlamentet, hvor han repræsenterer Tyskland. Det har han været siden 8. november 2017, hvor Fabio De Masi trådte tilbage. Hans nationale politiske tilhørsforhold er Die Linke og i Europa-Parlamentet er han i Forenede Europæiske Venstrefløj/Nordisk Grønne Venstre, hvor han siden 2019 har været delt formand for gruppen med franske Manon Aubry. Som gruppeformand er han medlem af Formandskonferencen, der er det politiske organ, der er ansvarlig for at tilrettelægge parlamentets arbejde.